# Amblypodia annetta
Amblypodia annetta är en fjärilsart som beskrevs av Otto Staudinger 1888. Amblypodia annetta ingår i släktet Amblypodia och familjen juvelvingar. Inga underarter finns listade i Catalogue of Life.

## Bildgalleri

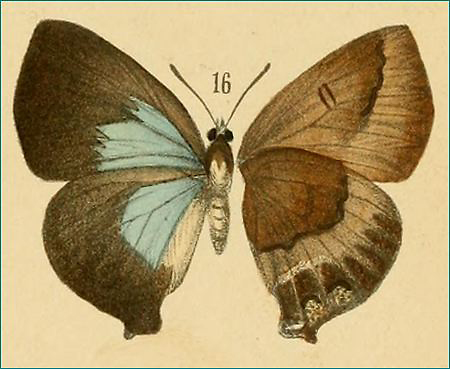